# IC 2146
IC 2146 ist ein Kugelsternhaufen im Sternbild Mensa am Südsternhimmel. Das Objekt wurde am 18. Dezember 1900 vom US-amerikanischen Astronomen DeLisle Stewart entdeckt.